# Cees Stam
Cees Stam (Koog aan de Zaan, Zaanstad, 2 de novembre de 1945) és un exciclista neerlandès, especialista en el mig fons. Va obtindre 11 medalles als Campionats del món i va aconseguir la victòria en 4 edicions.
El seu fill Danny també fou ciclista professional.

## Palmarès
- 1968
  -  Campió dels Països Baixos de mig fons amateur
- 1969
  -  Campió dels Països Baixos de mig fons amateur
- 1970
  -  Campió del Món en mig fons amateur
  -  Campió dels Països Baixos de mig fons amateur
- 1971
  -  Campió dels Països Baixos de mig fons
- 1972
  -  Campió dels Països Baixos de mig fons
- 1973
  -  Campió del Món en mig fons
  -  Campió dels Països Baixos de mig fons
- 1974
  -  Campió del Món en mig fons
  - Campió d'Europa de mig fons
  -  Campió dels Països Baixos de mig fons
- 1976
  - Campió d'Europa de mig fons
- 1977
  -  Campió del Món en mig fons
- 1978
  -  Campió dels Països Baixos de mig fons